# Bjursås
Bjursås – miejscowość (tätort) w Szwecji, w regionie administracyjnym (län) Dalarna, w gminie Falun.
Według danych Szwedzkiego Urzędu Statystycznego liczba ludności wyniosła: 1968 (31 grudnia 2015), 2083 (31 grudnia 2018) i 2110 (31 grudnia 2019).